# Кольно (гміна, Ольштинський повіт)
Гміна Кольно (пол. Gmina Kolno) — сільська гміна у північній Польщі. Належить до Ольштинського повіту Вармінсько-Мазурського воєводства.
Станом на 31 грудня 2011 у гміні проживало 3391 особа.

## Територія
Згідно з даними за 2007 рік площа гміни становила 178.34 км², у тому числі:
- орні землі: 58.00%
- ліси: 26.00%

Таким чином, площа гміни становить 6.28% площі повіту.

## Населення
Станом на 31 грудня 2011:
| Опис     | Загалом | Загалом | Чоловіки | Чоловіки | Жінки | Жінки |
| -------- | ------- | ------- | -------- | -------- | ----- | ----- |
| одиниця  | осіб    | %       | осіб     | %        | осіб  | %     |
| все      | 3391    | 100     | 1696     | 50.01    | 1695  | 49.99 |
| міське   | 0       | 100     | 0        |          | 0     |       |
| сільське | 3391    | 100     | 1696     | 50.01    | 1695  | 49.99 |

## Сусідні гміни
Гміна Кольно межує з такими гмінами: Біскупець, Біштинек, Єзьорани, Решель, Сорквіти.